# شهرستان لین (میزوری)
شهرستان لین، میزوری (به انگلیسی: Linn County, Missouri) یک سکونتگاه مسکونی در ایالات متحده آمریکا است که در میزوری واقع شده‌است.